# Alcis trikotaria
Alcis trikotaria är en fjärilsart Alcis trikotaria ingår i släktet Alcis och familjen mätare. Inga underarter finns listade i Catalogue of Life.